# Nieuwe Tuinen
Nieuwe Tuinen is een buurtschap in de gemeente Westland, in de Nederlandse provincie Zuid-Holland. Het ligt ten westen van De Lier op de weg naar Westerlee.
De Nieuwe Tuinen ligt in de voormalige gemeente De Lier. Dit gebied, het westelijke deel van de Oude Lierpolder, beschikte over de beste landbouwgronden van de gemeente door de zwavelige structuur van de bodem. In de negentiende eeuw lagen hier akkers terwijl aan de kant van de Breelee, langs de vochtige oever, grienden lagen. Na de Eerste Wereldoorlog waren de grienden verdwenen. Het gebied ontwikkelde zich als eerste in de gemeente tot tuinbouwgebied. Dit was mogelijk doordat tussen 1880 en 1910 belangrijke grondverbeteringen werden gerealiseerd. Er bevonden zich negentien tuinen die uitkwamen op de onverharde parallelweg langs de Lee. Langs deze weg ontstond lintbebouwing van tuindershuizen. Het vervoer van tuinbouwproducten, kolen en mest verliep per schuit via de verdiepte en verbreedde kavelsloten. De parallelweg kwam uit op de Heulweg dat met een brug over de Lee aansloot op de Kijckerweg tussen De Lier en Westerlee. Aan de Heulweg stonden tussen 1880 en 1910 nog enkele boerderijen. Na de Eerste Wereldoorlog nam het aantal tuinbouwbedrijven en de oppervlakte van glas toe. De Heulweg werd doorgetrokken tot het Zwethkanaal en omgedoopt tot Burgemeester Cramerlaan. In de periode 1920-1940 is aan de oostzijde van deze straat de Persijnstraat aangelegd met rijtjeshuizen.
Na de Tweede Wereldoorlog zette de groei in de tuinbouw door en op opengebleven tuinbouwgronden kwamen kassen. De vaarten langs de percelen die voor vervoer dienden werden in de jaren zestig van de twintigste eeuw gedempt toen de voorkeur werd gegeven aan de vrachtwagen. In de jaren zeventig en tachtig van de twintigste eeuw werden de woonwijken grenzend aan de Persijnstraat uitgebreid. Het westelijk deel van de Nieuwe Tuinen werd in de jaren zeventig gekocht en bebouwd door de groenteveiling Westerlee.

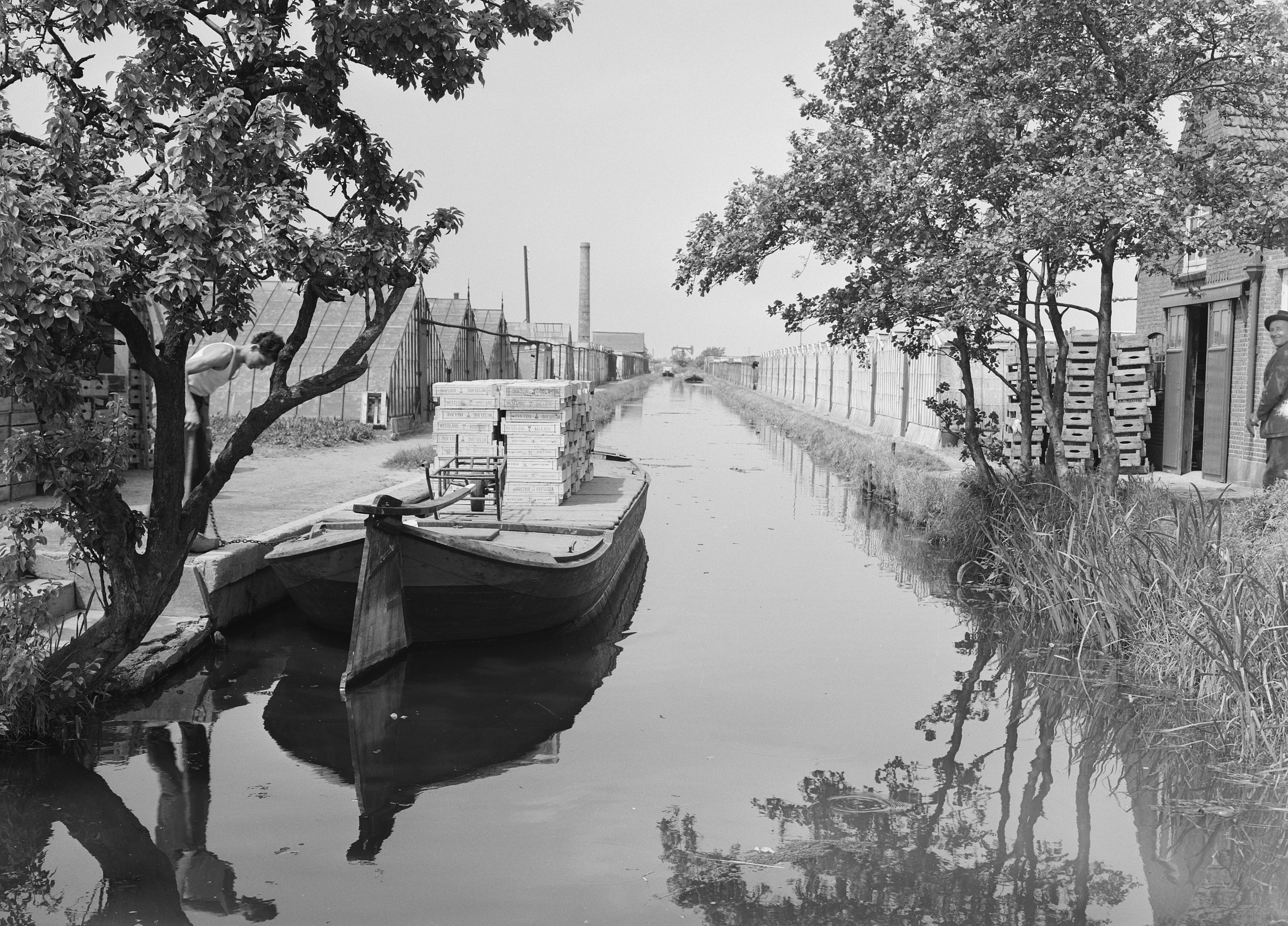
Nieuwe Tuinen, 1958. Schuit met tuinbouwproducten en kassen aan beide kanten van de sloot.
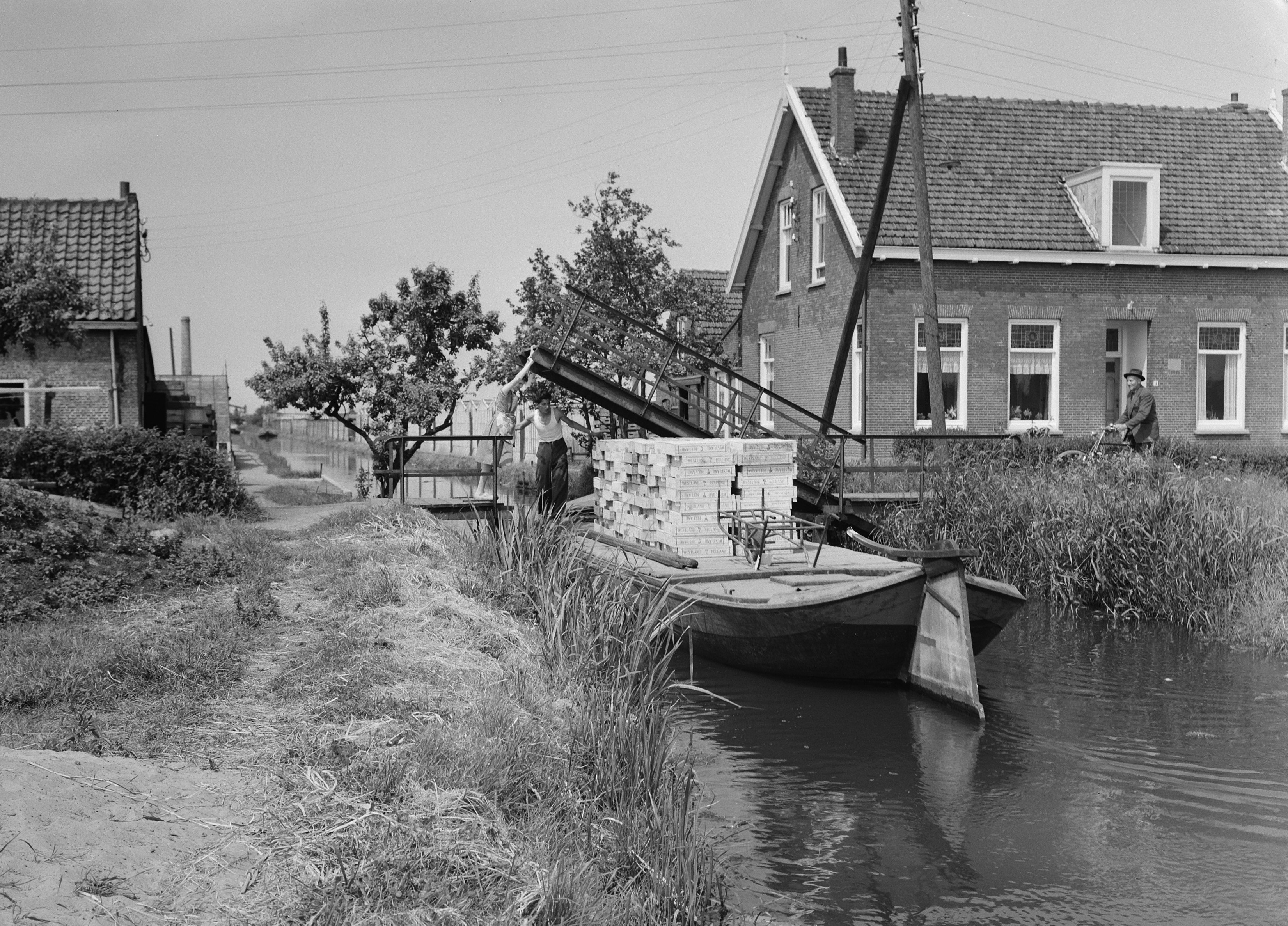
Nieuwe Tuinen, 1958. Tuinder en zijn producten op een schuit.
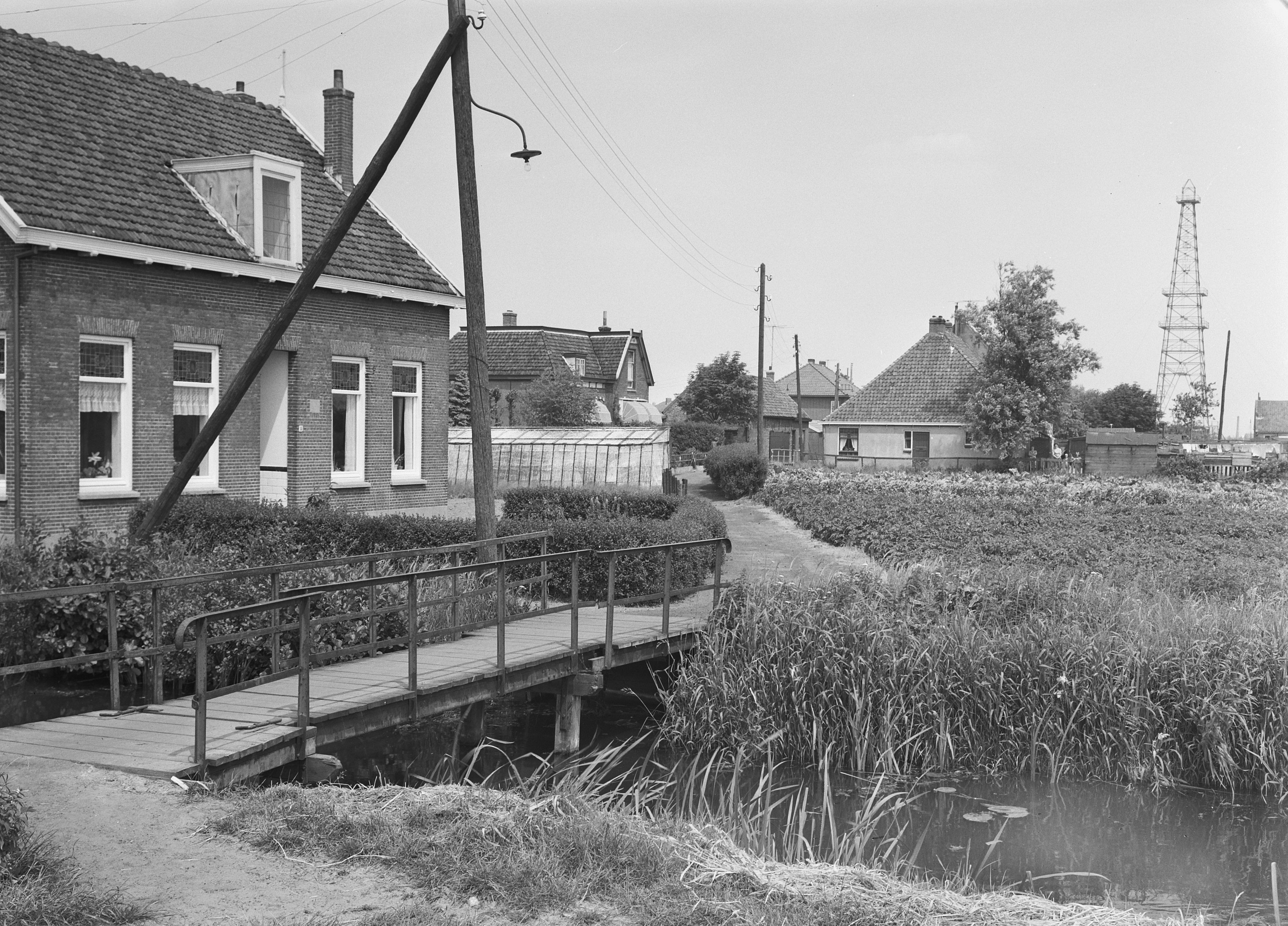
Nieuwe Tuinen, 1958. Lintbebouwing langs een onverharde weg.
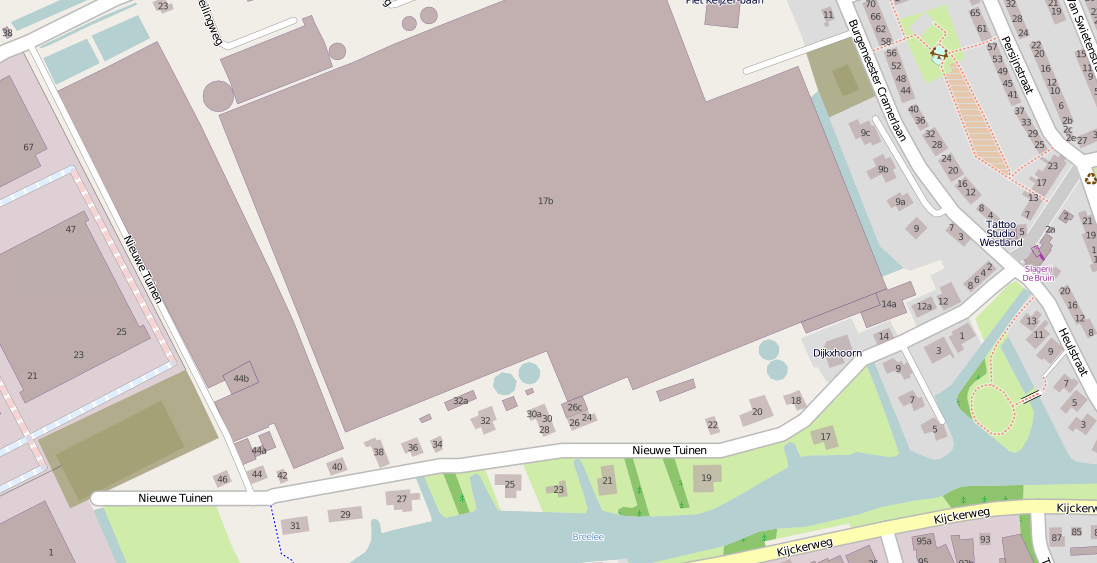
Plattegrond van Nieuwe Tuinen in 2013.